# Elezioni presidenziali in Messico del 2012
Le elezioni presidenziali in Messico del 2012 si sono tenute il 1º luglio, contestualmente alle elezioni parlamentari.

## Risultati
| Enrique Peña Nieto          | Compromiso por México (PRI - PVEM)     | 19 158 595 | 39,17 |  |  |  |  |  |
| Andrés Manuel López Obrador | Movimiento Progresista (PRD - PT - MC) | 15 848 827 | 32,41 |  |  |  |  |  |
| Josefina Vázquez Mota       | Partito Azione Nazionale               | 12 732 630 | 26,03 |  |  |  |  |  |
| Gabriel Quadri de la Torre  | Partito Nuova Alleanza                 | 1 146 085  | 2,34  |  |  |  |  |  |
| Candidati non registrati    | -                                      | 20 625     | 0,04  |  |  |  |  |  |
| Totale                      | Totale                                 | 48 906 759 | 100   |  |  |  |  |  |
|                             |                                        |            |       |  |  |  |  |  |
| Voti non validi             | Voti non validi                        | 1 236 857  | 2,47  |  |  |  |  |  |
| Votanti                     | Votanti                                | 50 143 616 | 63,08 |  |  |  |  |  |
| Elettori                    | Elettori                               | 79 492 286 |       |  |  |  |  |  |